# Gusztáv balek
A Gusztáv balek a Gusztáv című rajzfilmsorozat negyedik évadjának nyolcadik része.

## Rövid tartalom
Gusztáv minden sérelmet és megaláztatást mosolyogva fogad, végül egy cirkuszban mosolygós pofozózsák lesz belőle.

## Alkotók
- Rendezte: Hernádi Tibor, Jankovics Marcell
- Írta: Jankovics Marcell, Nepp József
- Dramaturg: Lehel Judit
- Zenéjét szerezte: Pethő Zsolt
- Operatőr: Henrik Irén
- Hangmérnök: Bársony Péter
- Kamera: Cselle László
- Vágó: Hap Magda
- Tervezte: Hernádi Tibor
- Háttér: Csonka György
- Képterv: Kovács István
- Rajzolták: Kanics Gabriella, Schrei Zsuzsa
- Színes technika: Kun Irén
- Gyártásvezető: Doroghy Judit
- Produkciós vezető: Imre István

A Magyar Televízió megbízásából a Pannónia Filmstúdió készítette.